# 7164 Babadzhanov
A 7164 Babadzhanov (ideiglenes jelöléssel 1984 ET) a Naprendszer kisbolygóövében található aszteroida. Edward L. G. Bowell fedezte fel 1984. március 6-án.